# Na Hutích (Praha)
Hutě (též Na Hutích, Kyje na Hutích) je čtvrť tvořící severní výběžek katastrálního území Kyje, s jehož hlavní částí je spojena pouze úzkým hrdlem poblíž bývalého Černého mostu, mezilehlá část Kyjí byla v roce 1987 převedena do nové čtvrti Černý Most. Statisticky je tato část Kyjí vedena jako základní sídelní jednotka Na hutích-Rajská zahrada. K Hutím patří též ZSJ Na hutích-západ východně od vilové čtvrti, ta náleží ke katastrálnímu území Hloubětín a nachází se v ní jediný adresní bod, areál středního odborného učiliště gastronomie a podnikání (bývalého podniku Pramen). Místní název Hutě je vztahován i k části hloubětínské ZSJ Nad bažantnicí, severně od budovy učiliště Pramen. Všechny části Hutí patří k městské části Praha 14 v městském obvodu Praha 9 hlavního města Prahy. Území leží severně od sídliště Černý Most a východně od Hloubětína, s nimiž je spojuje přes společný úsek železničních tratí 231 a 070 most ulice Za Černým mostem, jímž byl nahrazen dřívější tzv. Černý most.
Starší zástavba je složená především z rodinných domů. Developeři budují v oblasti Hutí nové bytové domy i řadové rodinné domky, například komplex v klínu mezi ulicemi Za Černým mostem a Jordánská, v okolí Peluškové ulice. Obytný soubor postavený kolem roku 2009 nese název Kyje-Hutě. Severovýchodně jsou Hutě obklopeny poli; v této oblasti developer Ekospol a.s. buduje obytné celky Panorama Kyje I, II, III (kolem nové Sicherovy ulice); první územní rozhodnutí po I. etapu bylo vydáno v roce 2007.

## Doprava
V blízkosti Hutí je Vysočanská radiála, Pražský okruh, dálnice D10 a D11. Místními komunikacemi jsou spojeny s Černým Mostem, Hloubětínem a Satalicemi. Hutě obsluhují autobusy pražské MHD (linky 186 a 201). Na jihu je situována stanice metra Rajská zahrada.
Obcí prochází železniční tratě 231 a 070, které se před Hutěmi (ve směru na Prahu) spojují. Do budoucna se počítá s výstavbou železniční stanice v blízkosti Rajské zahrady, v souvislosti se zastávkou dojde i k výstavbě pěší lávky, která zlepší propojení mezi Hutěmi a tímto dopravním uzlem a sídlištěm Černý Most.

## Parky a sportoviště
Na Hutích se nacházejí dva parky o nevelké rozloze. Prvním je park u autobusové zastávky Hutě (směr Satalice), kde se nachází jezírko. Druhý park se nachází ve vzdálenosti 200 metrů na pomezí ulic Babylonská a Splavná. Využíván je především ke sportovním aktivitám. Kromě dětského hřiště se zde nalézá i minigolf. Na jižní straně se nachází travnatá plocha s brankami, tenisové kurty a v roce 2017 vybudované dvě multifunkční oplocené sportovní plochy. Jedna z ploch je určena i k zaledňování. V současnosti je jedna z ploch nepřístupná do dořešení reklamace u dodavatele. V minulosti se zde nalézala i malá sokolovna, která v 90. letech vyhořela (na místě je patrná pouze základová deska). Kvůli nedořešeným vlastnickým vztahům, souvisejícím se zánikem místního Sokola, jsou kurty a hřiště neudržované. Nohejbalové hřiště je pak spravováno svépomocí místních. Dále se v Hutích nalézá i squashová hala.

## Školství
Na území Hutí se nachází Střední odborné učiliště gastronomie a podnikání, nazývané Pramen. Jedná se o nejvyšší budovu v okolí, ve které se nachází učňovský hotel s restaurací, studentské koleje a ubytovna. V minulosti se v Hutích nacházela i jednotřídka, postavená v meziválečném období. V 60. letech přestala plnit svou funkci. Navzdory tomu budova zůstala bez větších stavebních úprav dodnes a momentálně slouží jako hostinec, klubovna minigolfového hřiště.

## Přírodní zajímavosti
Na pomezí k. ú. Kyje a Hloubětín (okolí dnešní ulice Za Černým mostem) probíhala od poloviny 18. století těžební činnost. Těžba byla rozprostřena do dvou lokalit, které sousedily. Větší z nich byla Fejkova pískovna, která je mezi speleology známá jako Bílý kůň. Těžba započala v polovině 19. stol. a byla ukončena nedlouho po 2. sv. válce, poté fungovaly rozsáhlé podzemní prostory jako sklady ovoce a zeleniny. Nacházejí se zde stopy jak po těžbě písku, tak zbytky elektroinstalace a skladových prostor. Byly zde pozorovány i dvě kolonie netopýrů. Některé její části byly vylity betonem (2001 - výstavba kanalizace, 2006 - výstavba řadových RD). Od roku 2007 není přístupná.

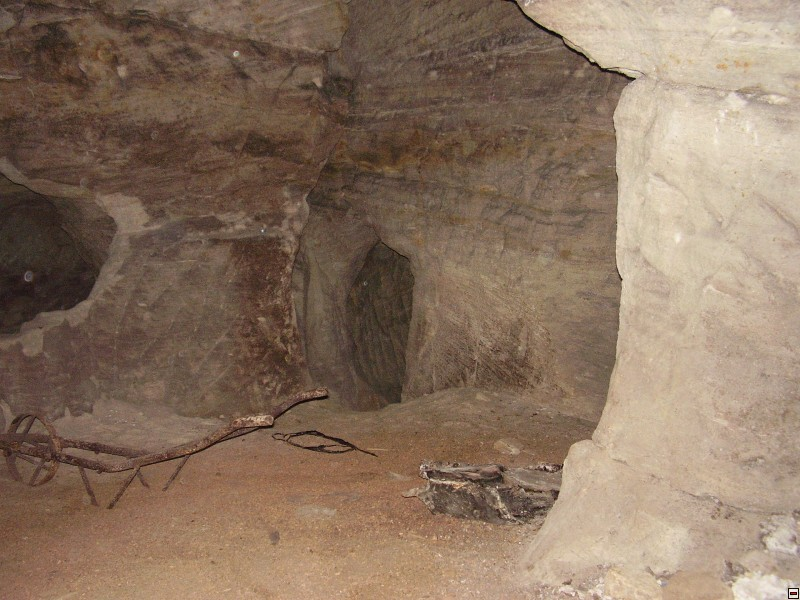
Bílý Kůň

Na jih od Bílého koně se nacházela huť s dolem Sv. Antonína Paduánského založená roku 1767. Těžilo se zde uhlí, za účelem získání pyritu na výrobu kyseliny sírové a kamence. Z finančních důvodů byla těžba nedlouho poté ukončena. Tyto doly spolu nijak nesouvisí a jejich poloha vůči sobě je dána pouze geologickými podmínkami lokality.

## Zahrádkářské osady
Na území Hutí se nacházejí 3 zahrádkářské osady. První vede podél železniční tratě a nese jméno Rajská zahrada (od ní získala název stanice metra). Další dvě se nachází v k. ú. Hloubětín a jedná se o osadu Hutě a západněji položenou osadu Bažatnice, která získala svůj název podle přilehlého lesíku.

## Názvy ulic
Ve staré zástavbě se některé ulice nazývají podle českých rybníků: Světská, Jordánská, Borská atp. Bytové domy v obytném celku Panorama Kyje I nesou jména po zemských rabínech (Sicherova a Federova).

## Budoucnost
Podle Územního plánu Prahy se v okolí Hutí počítá s výstavbou nových domů, a to zejména na severním a severovýchodním směrem. Svou zastavěnou rozlohu by se tak rozšířily o více než polovinu. V okolí by se měla změnit zemědělské půda na lesní.